# Acronomastax butticerca
Acronomastax butticerca är en insektsart som först beskrevs av Henri Saussure 1903.  Acronomastax butticerca ingår i släktet Acronomastax och familjen Episactidae. Inga underarter finns listade i Catalogue of Life.